# Cesare Gabbia
Cesare Gabbia (Génova, 6 de mayo de 1992) es un deportista italiano que compite en remo.
Ganó una medalla de bronce en el Campeonato Mundial de Remo de 2017 y dos medallas en el Campeonato Europeo de Remo, en los años 2014 y 2022.

## Palmarés internacional
| Campeonato Mundial | Campeonato Mundial        | Campeonato Mundial | Campeonato Mundial |
| Año                | Lugar                     | Medalla            | Prueba             |
| ------------------ | ------------------------- | ------------------ | ------------------ |
| 2017               | Sarasota (Estados Unidos) | Medalla de bronce  | Ocho con timonel   |
| Campeonato Europeo |                           |                    |                    |
| Año                | Lugar                     | Medalla            | Prueba             |
| 2014               | Belgrado (Serbia)         | Medalla de bronce  | Cuatro sin timonel |
| 2022               | Múnich (Alemania)         | Medalla de bronce  | Ocho con timonel   |